# Köthel (Stormarn)
Pour les articles homonymes, voir Köthel.
Köthel est une commune allemande du Schleswig-Holstein, située dans l'arrondissement de Stormarn (Kreis Stormarn), à 35 kilométres à l'est de la ville de Hambourg. Köthel fait partie de l'Amt Trittau qui regroupe dix communes autour de Trittau.